# NKゼリナ
NKゼリナ（NK Zelina）は、クロアチアのザグレブ郡スヴェティ・イヴァン・ゼリナをホームタウンとするサッカークラブである。

## 歴史
1907年に創設された。
クラブ創設100周年の2007-08シーズンにフルヴァツキ・ノゴメトニ・クプでラウンド32に進出してプルヴァHNLのHNKリエカと対戦した。2009年にトレチャHNL・西地域に昇格、2009-10シーズンに9位、2010-11シーズンに3位になった。2011-12シーズンに優勝してドルガHNLに昇格した。
2012-13シーズンはカップ戦で準々決勝に進出してハイドゥク・スプリトと対戦した。ホームでの第1戦は1-1で引き分けたが、スタディオン・ポリュドでの第2戦は0-2で敗れて敗退した。
2014年にドルガHNLから降格した。

## 獲得タイトル
- トレチャHNL：1回
  - 2011-12

## 歴代所属選手
- エディン・ムイチン 2010-2011